# موريس دي روتشيلد
موريس دي روتشيلد هو خبير مالي وسياسي فرنسي، ولد في 19 مايو 1881 في بولون-بيانكور في فرنسا، وتوفي في 4 سبتمبر 1957 في بريني شامبيزي ‏ في سويسرا. نشط حزبياً في التحالف الجمهوري الديمقراطي. وقد انتخب  (16 نوفمبر 1919 – 31 مايو 1924) وانتخب  (25 أغسطس 1929 – 21 أكتوبر 1945) وانتخب  (22 أبريل 1928 – 24 أغسطس 1929).